# Олаф IV
Олаф IV Хоконсон (на датски: Oluf Håkonsen; на норвежки: Olav Håkonsson) е крал на Дания от 1376 до 1387 г. и на Норвегия от 1380 до 1387 г. В списъка на датските крале той е познат под името Олуф II, а следвайки номерацията на норвежките крале е записан като Олаф IV.

## Биография
Той е син на норвежкия крал Хокон VI Магнусон и на Маргарета I Датска.
Олаф е наследник и на трите скандинавски кралства. Когато датският му дядо крал Валдемар IV умира през 1375 г., Олаф е на пет години. През следващата 1376 г. е обявен за крал на Дания като от негово име като регентка управлява майка му поради невръстната му възраст. Тя настоява изрично на Олаф да му бъде призната и титлата „Истински наследник на Швеция“, тъй като неговият дядо по бащина линия Магнус VII Ейриксон бил крал на Швеция до 1364 г., когато бил принуден да абдикира. И не на последно място Олаф наследява и баща си на норвежкия трон през 1380 г.
С внезапната ранна смърт на Олаф на 3 август 1387 г. (само на 16 или 17-годишна възраст – като според някои слухове е бил отровен) се прекъсва норвежката династия Вестфолд и през следващите 550 г. Норвегия няма да бъде управлявана от крал роден в Норвегия, а ще бъде част първо от Калмарската уния, създадена от Маргарета I Датска, а впоследствие след разпадането на унията ще мине под управлението на шведската корона чак до 1814 г.